# Sadovaïa (métro de Saint-Pétersbourg)
Pour les articles homonymes, voir Sadovaïa.
Sadovaïa (en russe : Садо́вая) est une station de la ligne 5 du Métro de Saint-Pétersbourg. Elle est située dans le raïon de l'Amirauté, à Saint-Pétersbourg en Russie.
Mise en service en 2005 sur la ligne 4, elle fait partie de la section transférée à la ligne 5 en 2009, elle est depuis desservie par les rames circulants sur cette ligne. Elle est en correspondance directe avec les stations : Sennaïa plochtchad, desservie par la ligne 2 et Spasskaïa, desservie par la ligne 4.

## Situation sur le réseau

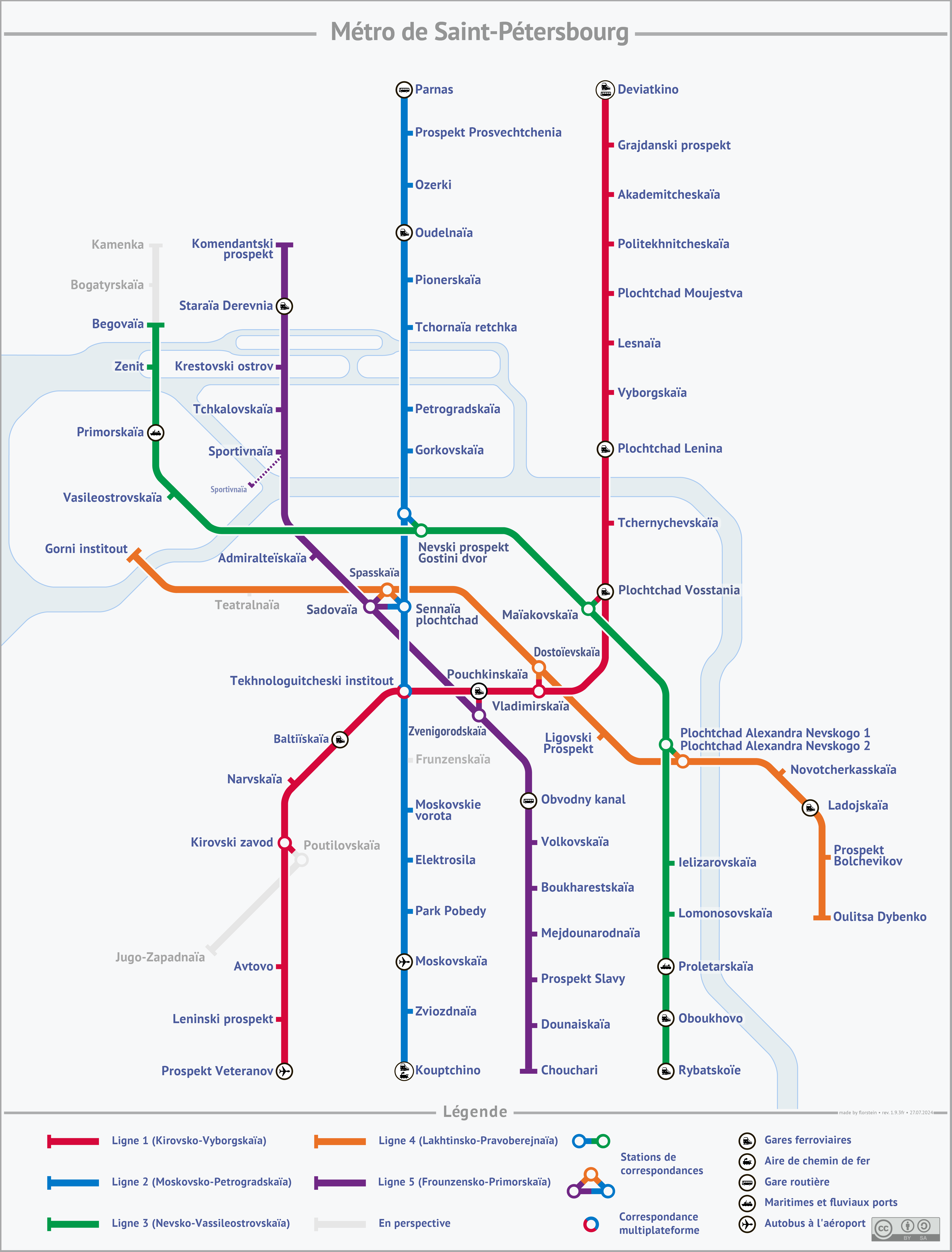
Plan du métro.

Établie en souterrain, à 71 mètres de profondeur, Sadovaïa est une station de passage, et de correspondance, de la ligne 5, du métro de Saint-Pétersbourg. Elle est située entre la station Admiralteïskaïa, en direction du terminus nord Komendantski prospekt, et la station Zvenigorodskaïa, en direction du terminus sud Chouchary.
Elle dispose d'un quai central encadré par les deux voies de la ligne. Station de correspondance elle dispose de relations souterraines directes avec : le quai de la station Sennaïa plochtchad, desservie par la ligne 2, et le quai de la station Spasskaïa, desservie par la ligne 4.

## Histoire
La station Sadovaïa est mise en service le 30 décembre 1991, lors de l'ouverture à l'exploitation de la section de  Plochtchad Alexandra Nevskogo 2 à Sadovïa de la ligne 4. La station est nommée en référence à la rue éponyme située au-dessus. 
Elle devient une station de passage le 15 septembre 1997, lors du prolongement de la ligne de Sadovaïa à Tchkalovskaïa. Elle est intégrée à la ligne 5 le 7 mars 2005, lors du transfert de la section de Sadovaïa  à Komendantski prospekt pour la création de cette ligne.

## Services aux voyageurs

### Accès et accueil
Elle dispose, en surface, de quatre bouches donnant, par des escaliers fixes, à un passage souterrain piétonnier, passant sous les voies routières et aboutissant à un hall d'accueil souterrain. Ce dernier est en relation avec le quai, par un tunnel en pente équipé de trois escaliers mécaniques, poursuivi par un couloir donnant, par deux marches, sur un palier permettant de rejoindre le nord du quai par un autre escalier fixe.

installations
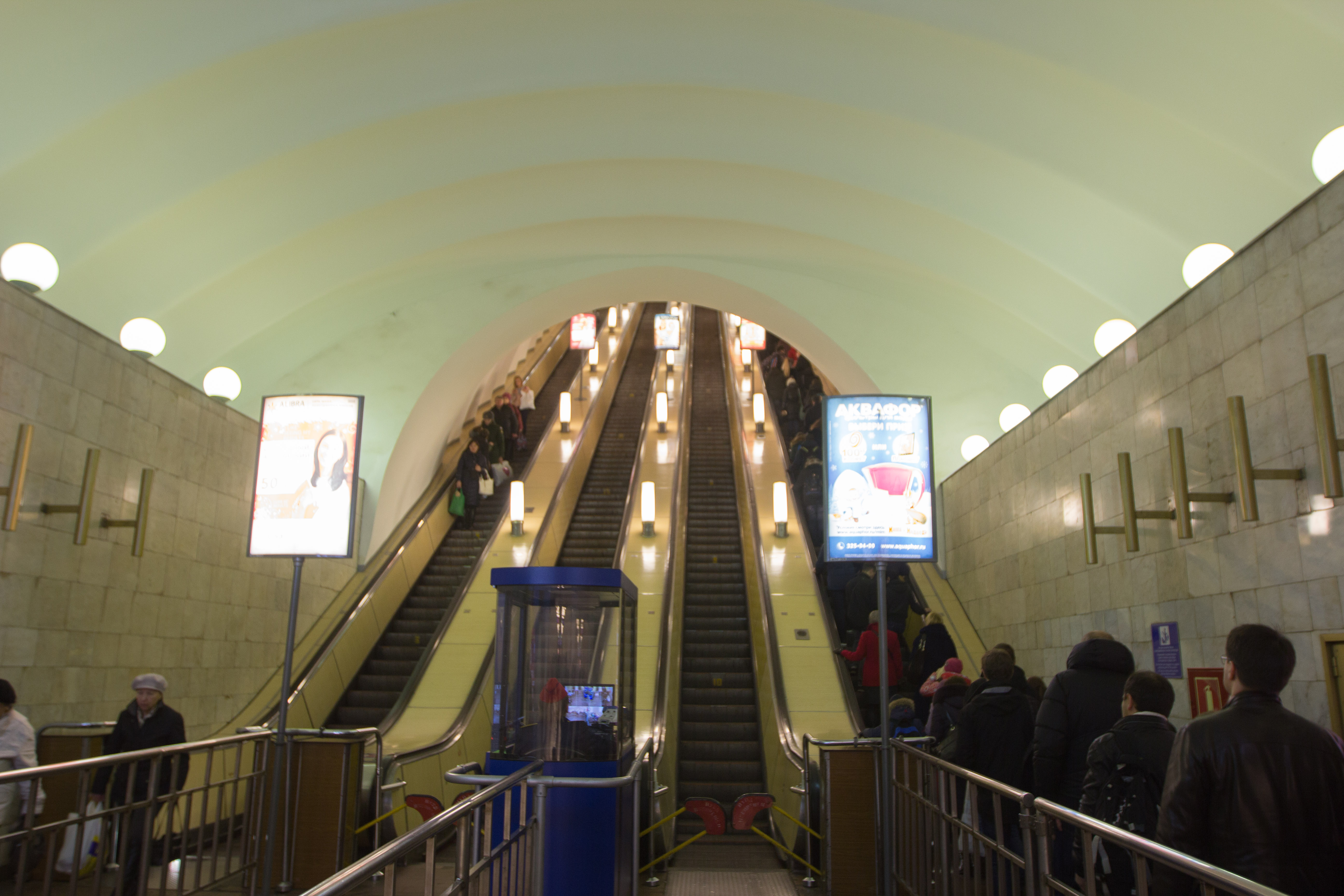
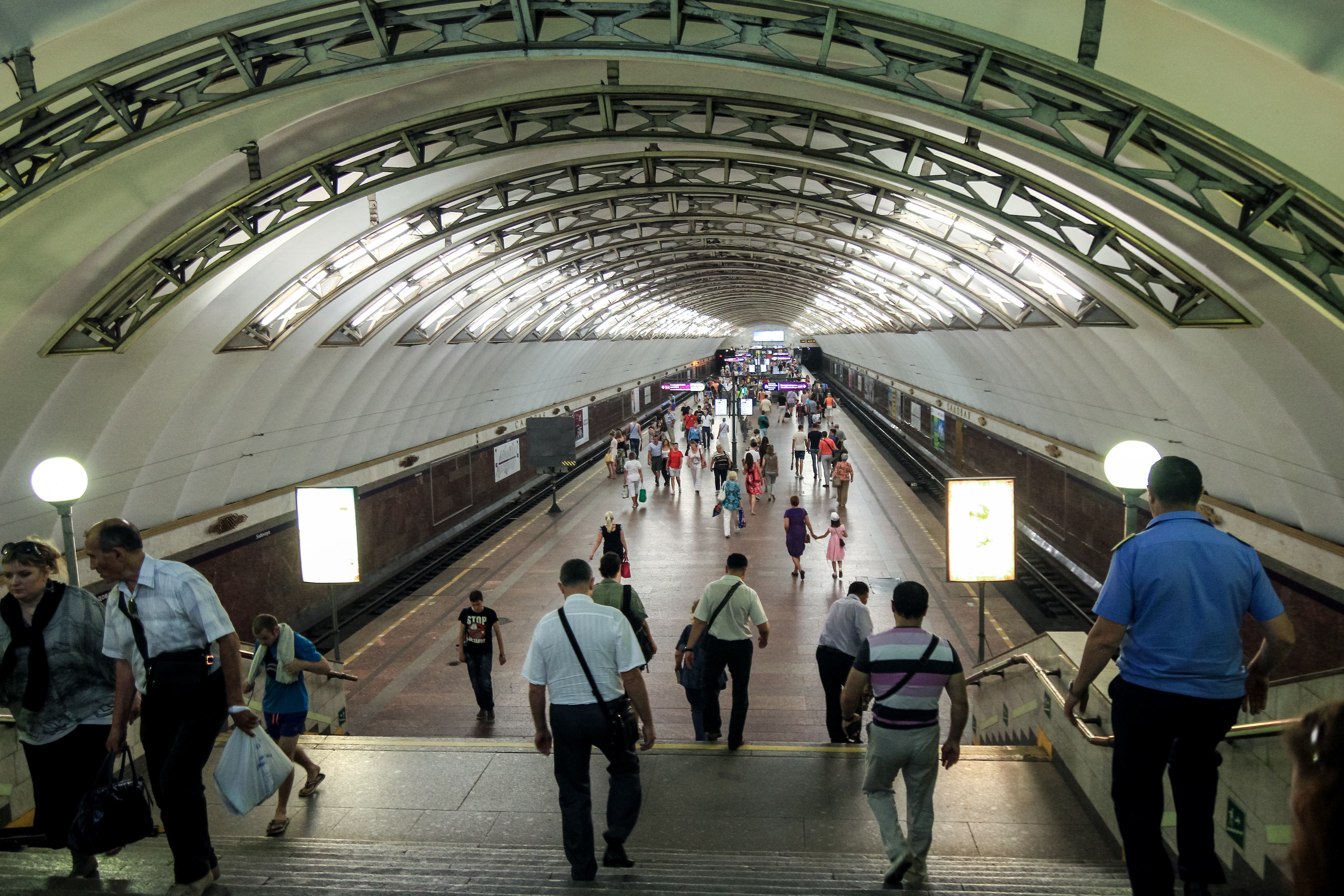

### Desserte
Sadovaïa est desservie par les rames de la ligne 5 du métro de Saint-Pétersbourg.

installations et desserte
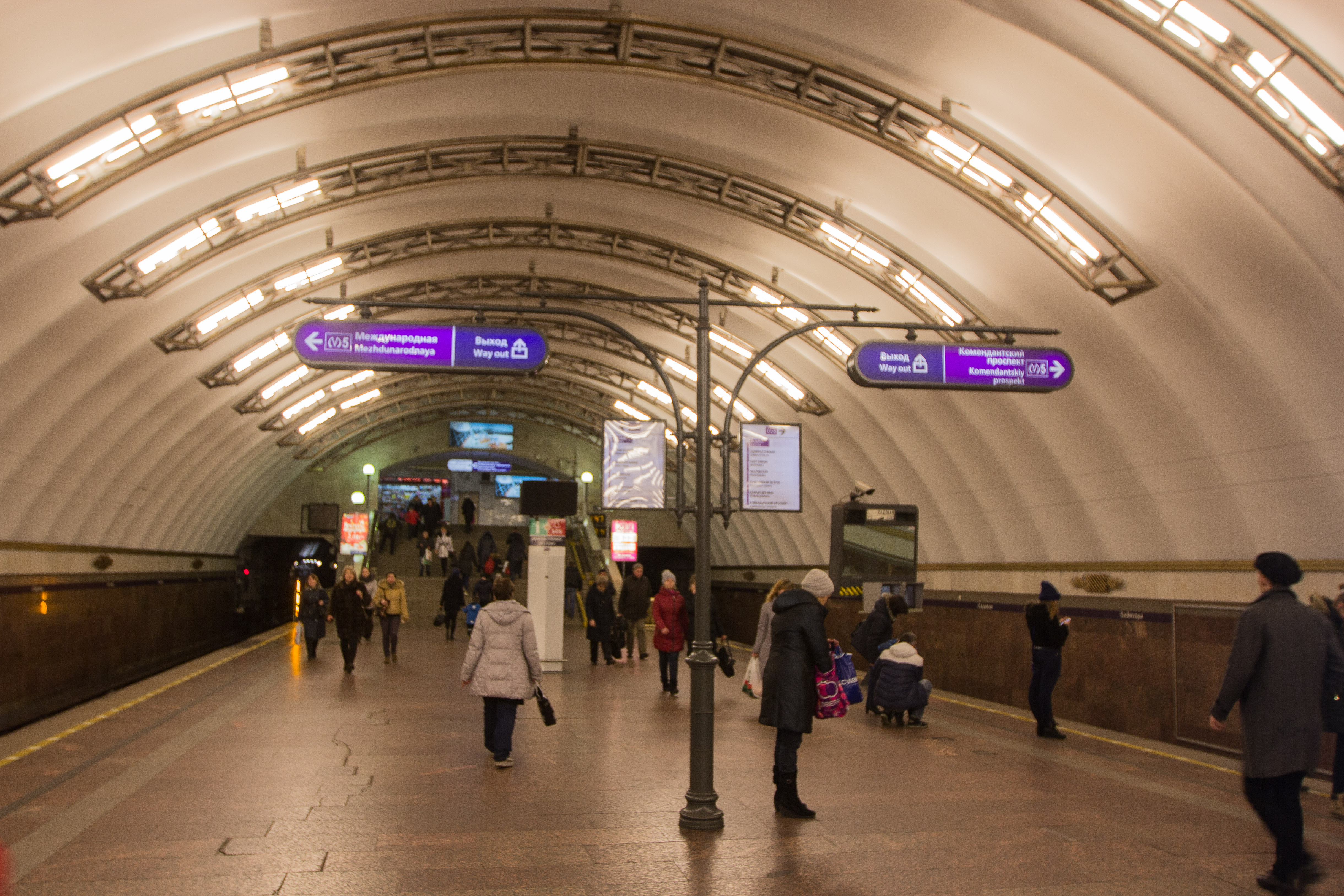
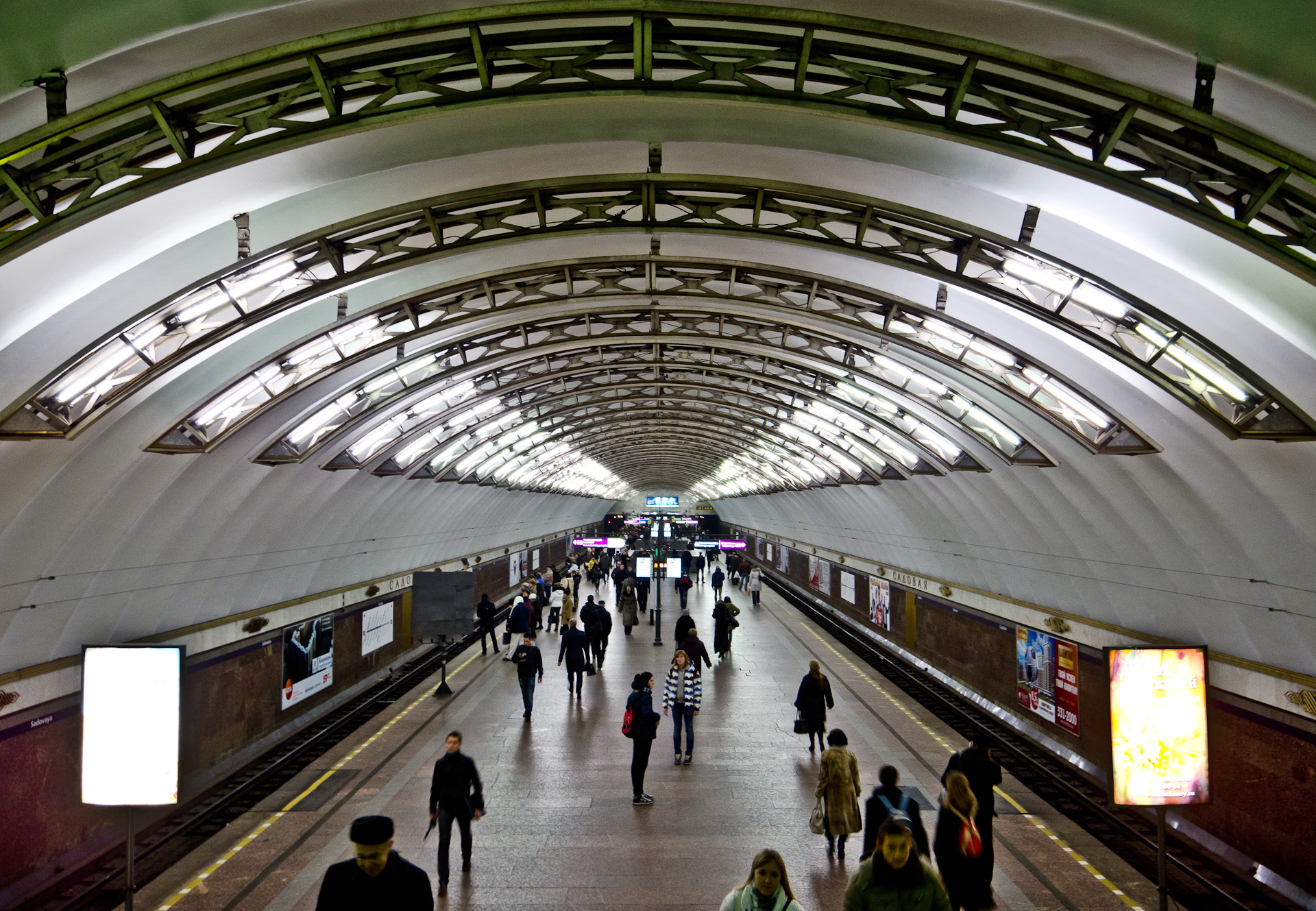
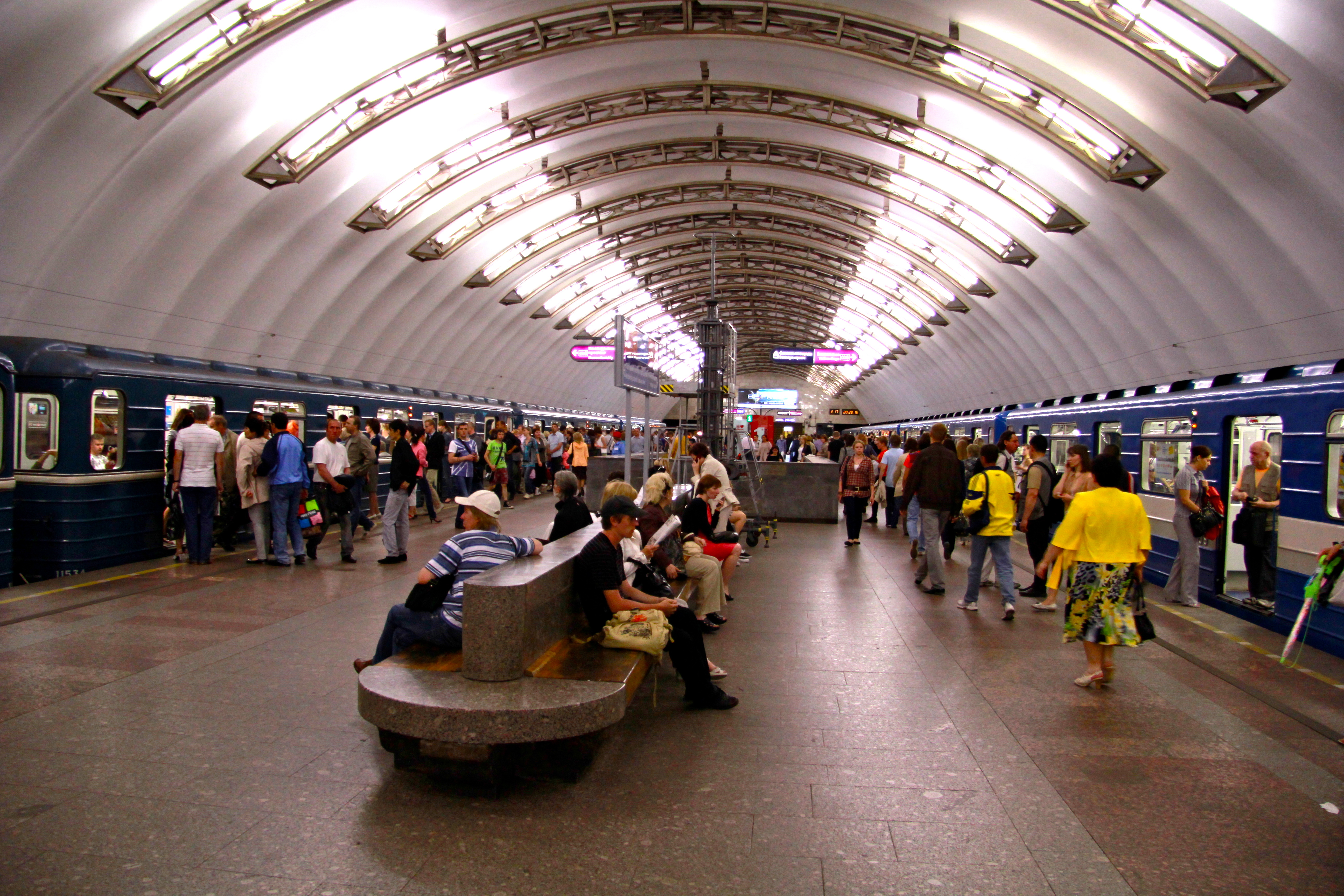

### Intermodalité
Elle est en correspondance directe avec deux stations du métro : la station Sennaïa plochtchad, desservie par la ligne 2 du métro de Saint-Pétersbourg, par une relation directe débutant au sud du quai par quatre escaliers mécaniques permettant de rejoindre un couloir reliant le centre de la station de la ligne 2 ; et la station Spasskaïa, desservie par la ligne 4 du métro de Saint-Pétersbourg, par une relation directe débutant au centre du quai, vers l'ouest, ayant en son centre une portion avec un tunnel en pente équipé de quatre escaliers mécaniques et rejoignant l'extrémité ouest de la station de la ligne 4.

Correspondance
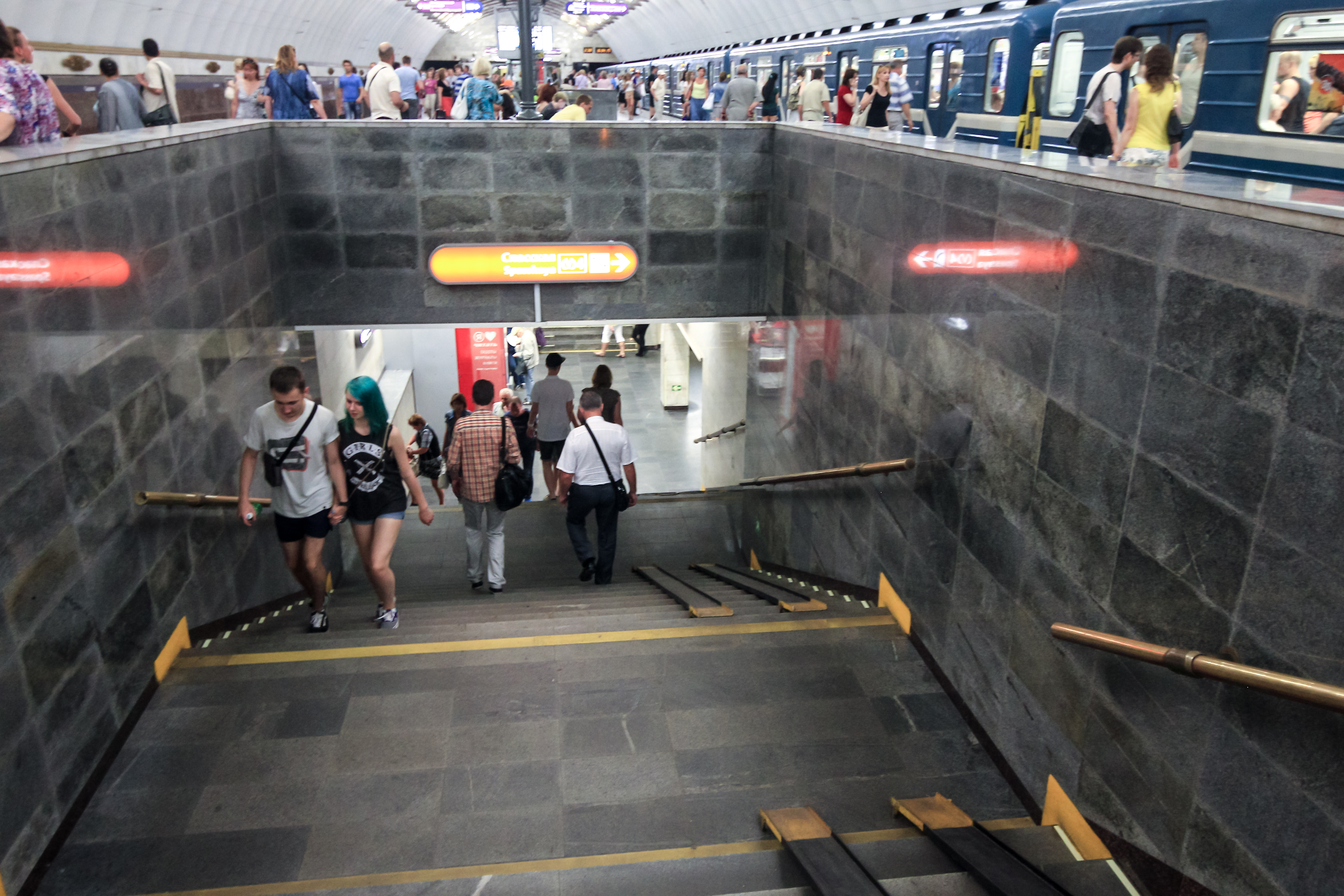
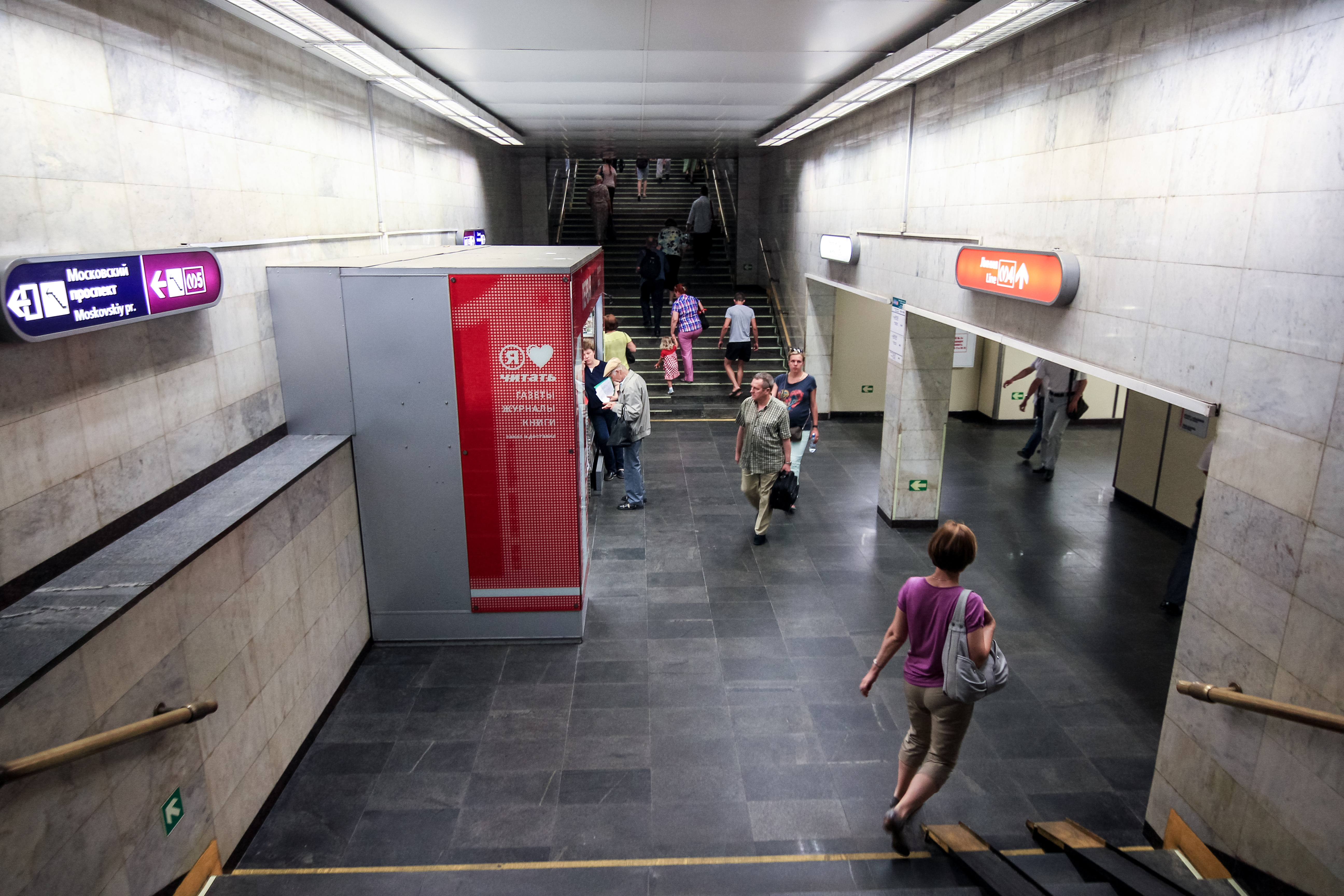
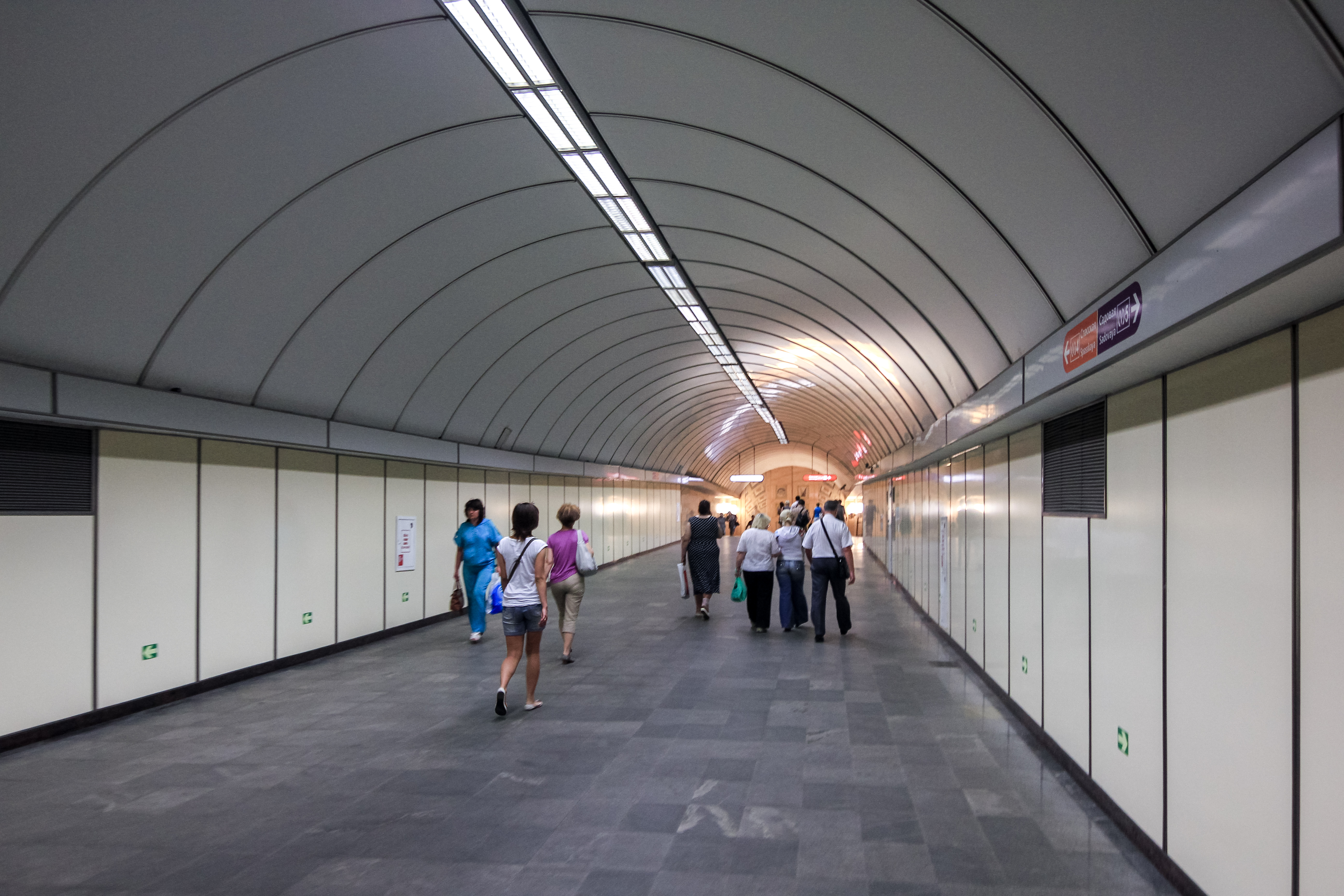

À proximité : une station du tramway de Saint-Pétersbourg est desservie par la ligne 3 ; un arrêt des trolleybus de Saint-Pétersbourg est desservi par la ligne 17 ; et des arrêts de bus sont desservis par de nombreuses lignes.

## À proximité
- Rue Sadovaïa
- Perspective Moskovski